# Агирре Суарес, Рамон
Рамо́н Альбе́рто Аги́рре Суа́рес (исп. Ramón Alberto Aguirre Suárez; 18 октября 1944, Colombres, Тукуман — 29 мая 2013, Ла-Плата) — аргентинский футболист, известен по выступлениям за «Эстудиантес».

## Биография

### Игровая карьера
Агирре Суарес в течение пяти сезонов играл за «Эстудиантес», в составе которого выиграл Метрополитано 1967 года, три Кубка Либертадорес в 1968, 1969 и 1970 годах, а также Межамериканский кубок в 1969 году и Межконтинентальный кубок 1968 года. Всего Агирре Суарес сыграл за «Эстудиантес» 122 матча, в которых забил 1 гол.
В 1971 году уехал в Испанию, где продолжил свою карьеру, играя за «Гранаду» (1971—1974) и «Саламанку» (1974—1975).
Завершил карьеру в клубе «Ланус», в котором играл один сезон.

### Смерть
Скончался 29 мая 2013 года в собственном доме в Ла-Плате в возрасте 68 лет.

## Достижения
«Эстудиантес»
- Чемпион Аргентины (1) : Метрополитано 1967
- Обладатель Кубка Либертадорес (3): 1968, 1969, 1970
- Обладатель Межамериканского кубка (1): 1969
- Обладатель Межконтинентального кубка (1): 1968